# Axel Julien
Axel Julien, né le 27 juillet 1992 à Saint-Tropez, dans le Var, est un joueur français de basket-ball. Il évolue au poste de meneur.

## Biographie
Axel Julien fait sa formation au Hyères Toulon, à partir de 2009.
En mai 2012, Axel Julien remporte le trophée de meilleur joueur du championnat espoir. Dans le championnat espoir, en moyenne, il marque 20,6 points et fait 6,5 passes décisives.
Le 6 mai 2014, il fait partie de la liste des seize joueurs pré-sélectionnés pour l'équipe de France A' pour effectuer une tournée en Chine et en Italie durant le mois de juin. En juin 2015, il est sélectionné par Pascal Donnadieu pour participer aux Universiades 2015 en Corée du Sud, avec cette sélection.
Le 31 mai 2024, après trois ans passés à la JL Bourg, il revient à Dijon pour deux saisons et une saison supplémentaire en option,.

## Clubs successifs
- 2009-2015 :  Hyères-Toulon Var Basket (Pro A puis Pro B)
- 2015-2021 :  JDA Dijon (Pro A)
- 2021-2024 :  JL Bourg (Betclic Élite)
- Depuis 2024 :  JDA Dijon (Betclic Élite)